# 新潟東港專用線
新潟东港专用线（日语：／ Niigatahigashikō senyōsen */?）全稱黑山駅分岐新潟東港專用線，是連接新潟县新潟市北区白新线黑山站和北蒲原郡聖籠町藤寄站的货运专用线，又称为新潟東港铁道。
该路線铁路设施归新潟县所有，並由日本貨物鐵道运营。前身是新潟临海铁道營運的新潟临海铁道太郎代线，本條目包括新潟临海铁道的相關內容。

## 路线数据
以下為營運中的路線數據：
- 營運商：日本貨物鐵道（第二種鐵道事業）
- 路线長度：2.5公里
- 轨距：1067 毫米
- 車站数：2站
- 複線區間：无（全線為单線鐵路）
- 電氣化區間：无（全線為非電氣化鐵路）

## 历史
1969年4月，日本国铁、新潟县、新潟市、新潟港相關公司等共同出资，为新潟港新设的东港区成立专门从事货运的第三部门铁路公司--“新潟临海铁道”。1970年10月1日，开通黑山 - 藤寄的路段。此外，1972年 3 月藤寄 - 太郎代开通，新潟临海铁道太郎代线全線開通，屬於非电气化、单線鐵路。
这条线路當時用于运输太郎代码头的化学品，新潟临海铁道的柴油機車不仅用于线路上的调车工作，还用于新潟貨物總站和中条站等國鐵线上的调车工作。此外，新潟鐵工所因老化和廠房狭窄而关闭了新潟市的大山工厂，并将铁路车辆制造工厂迁至东港工厂后，新造的列車车从工厂用卡车运输到藤寄站後，再由铁路運送。
2000年代初期，當時新潟縣正在建設福島潟湖疏洪道，導致藤寄 -太郎代區間被截斷，周边企业改用卡车运输。加上2001年新潟鐵工所破产，新潟县、JR货物認為太郎代线没有營運前景决定廢线。2001年9月30日太郎代线廢線，同年10月31日，新潟临海铁道公司解散。
太郎代线廢線后，新潟县接管了該线路的铁路设施，废止了西码头 - 太郎代段（1.0公里），改名为黑山駅分岐新潟東港專用線，恢复了黑山和西码头之间的专用线运营。不过由于藤寄 - 西码头之间暂时没有运营的计划，該路段处于休止状态，僅黑山 - 藤寄區間（2.5公里）實際營運。 新潟運輸系統在新潟鐵工所破产后接管了鐵路车辆部门，仍然使用黑山 - 藤寄區間运输车辆。2011年時新潟县提出藤寄 - 西码头的啟用，但目前沒有具體計畫。

## 车辆

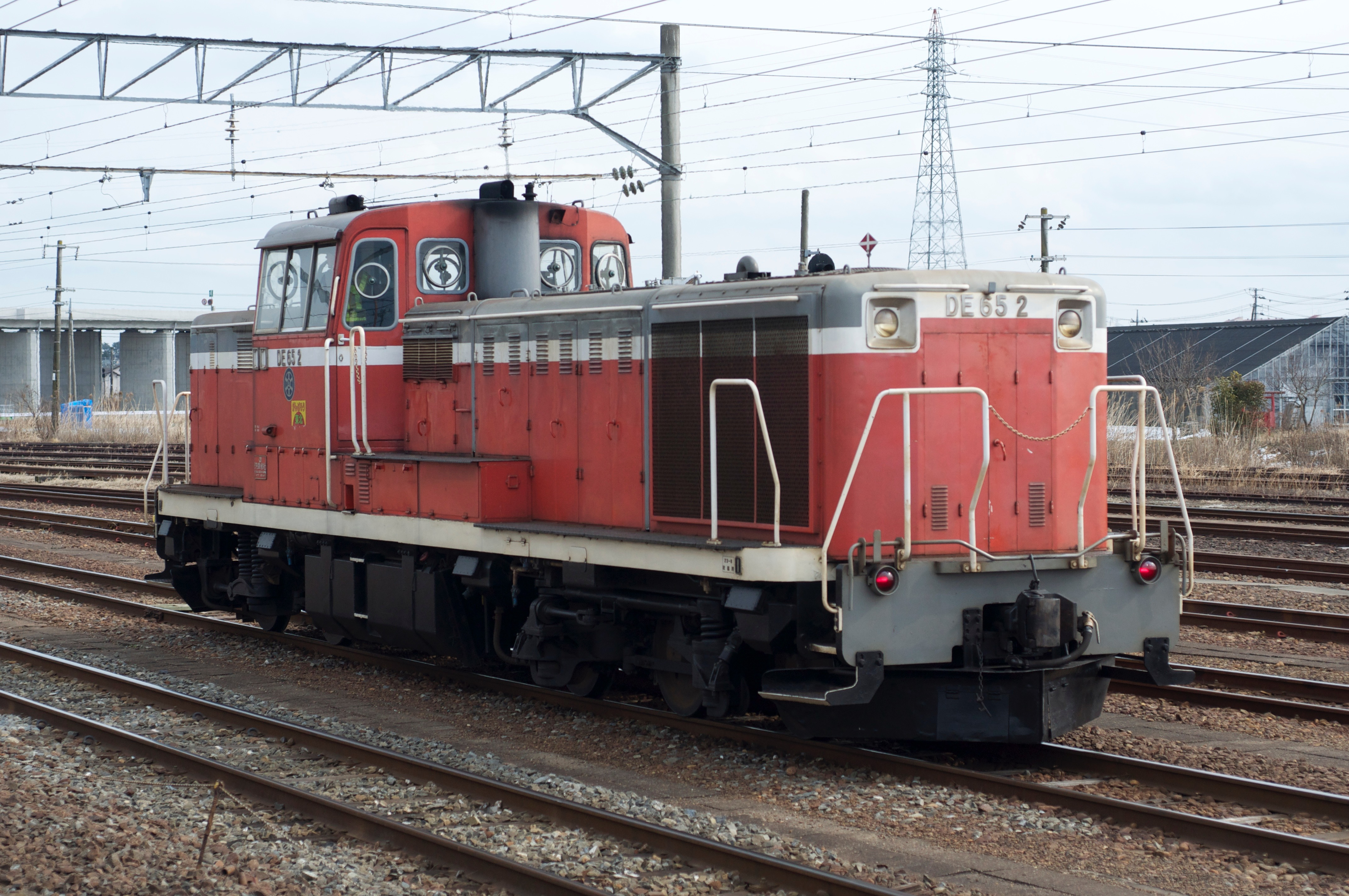
仙台臨海鐵道DE65型2號機，最初屬於新潟臨海鐵道。

本路線為非电气化、单線鐵路，所有列車均由柴油機車牽引。
- 新潟临海铁道車輛
  - DD35型：1970年新潟鐵工所製造，僅1輛為備用車輛，1996年除役。
  - DD55型：原國鐵DD13形柴油機車61、71號機，1959、1960年製造，1995年DE65形取代後除役。
  - DE65型：國鐵DE10型柴油機車的衍生型，共3輛。1、2號機為自社機，3號機為原國鐵DE10型1144號機。新潟临海铁道解散後，1、3號機除役報廢，2號機讓予秋田臨海鐵道（日语：秋田臨海鉄道），2011年租予仙台臨海鐵道，2017年售予仙台臨海鐵道。[2]
- 日本貨物鐵道車輛
  - DE10型：改為日本貨物鐵道營運後，目前使用東新潟機關區（日语：東新潟機関区）的DE10型柴油機車牽引。

## 车站列表
| 站名     | 站名     | 站名      | 站間距離（公里） | 營業距離（公里） | 连接路线               | 地点   | 地点     | 備註 |
| 中文站名 | 日文站名 | 英文站名  | 站間距離（公里） | 營業距離（公里） | 连接路线               | 地点   | 地点     | 備註 |
| -------- | -------- | --------- | ---------------- | ---------------- | ---------------------- | ------ | -------- | ---- |
| 黑山     |          | Kuroyama  | 0.0              | 0.0              | 東日本旅客鐵道：白新線 | 新潟县 | 新潟市   |      |
| 藤寄     |          | Fujiyose  | 2.5              | 2.5              |                        | 新潟县 | 北蒲原郡 |      |
| 西码头   |          | Nishifutō | 1.9              | 4.4              |                        | 新潟县 | 新潟市   | 休止 |
| 太郎代   |          | Tarōdai   | 1.0              | 5.4              |                        | 新潟县 | 新潟市   | 廢站 |